# Faial Filmes Fest
O Faial Filmes Fest (Festival de Curtas-metragens dos Açores), é uma organização do Cineclube da Horta, cujo objectivo é divulgar e promover a criação cinematográfica com especial relevo à produção nacional, regional e local.
O festival surge na sequência da 1ª Mostra de Curtas-metragens Faialenses, realizada em 2005 pelo Cineclube da Horta, que obteve grande êxito junto do público e de jovens cineastas locais, e estimulou a concepção do Festival em 2006, conferindo-lhe o formato de Concurso.
Assiste-se actualmente, na ilha do Faial, a uma dinâmica cinematográfica significativa, quer no âmbito da exibição, quer da produção e da realização (premiadas em festivais de cinema regionais e nacionais), à qual o Cineclube da Horta, através do Faial Filmes Fest, pretende corresponder, estimulando o talento - sobretudo das camadas mais jovens da população - e o surgimento de novas e inovadoras criações.
A edição de 2007 do Faial Filmes Fest – Festival de Curtas-metragens Faialense alargou a participação a realizadores de todo o País, aumentando também assim a sua visibilidade.
Em 2008 foi acrescentado à Competição Nacional uma Competição Regional. Este festival ganha assim uma dimensão maior. A produção local manterá porém um destaque especial, sendo atribuído o prémio para o Melhor Filme Faialense.
No âmbito do Faial Filmes Fest 2008 serão ainda realizados workshops, master classes, espectáculos musicais, entre outras iniciativas destinadas aos participantes e ao público.